# Volker Zierke
Volker Zierke (* 1992 in Schwaben) ist ein deutscher Schriftsteller und Publizist der Neuen Rechten. Seine Bücher erscheinen im Jungeuropa Verlag des Aktivisten Philip Stein. Gemeinsam mit diesem betreibt er den Podcasts Von rechts gelesen.

## Leben und Werk
Nach dem Abitur ging Zierke als Zeitsoldat zur Bundeswehr. Dort diente er beim 93. Panzerbataillon in Munster.
Anschließend war von 2015 bis April 2018 Redakteur und Lektor beim Verlag Lesen und Schenken, der in Martensrade ansässig ist von Dietmar Munier geleitet wird. Dort publizierte er auch, so Beiträge im Magazin Deutsche Militärzeitschrift und bei Zuerst! Im Februar 2017 war Zierke in Lübeck an einer körperlichen Auseinandersetzung mit einem „Antifaschisten“ beteiligt.
Nach Beendigung seiner Tätigkeit beim Verlag zog er nach Dresden, wo er seitdem lebt und arbeitet. An einem Gedenkmarsch von CasaPound am 7. Januar 2019 sollen sowohl Philip Stein, Jörg Dittus als auch Volker Zierke teilgenommen haben. Auf der Veranstaltung in Rom kam es zu vielfachem Zeigen des Römischen Grußes durch die Menge.
Im Jahr 2020 veröffentlichte Zierke seinen Debütroman Enklave beim Jungeuropa Verlag. Rezensionen erschienen unter anderem bei freilich, in der Blauen Narzisse und als Empfehlung in der Sezession im Netz. Zierkes Erzählung lehnt sich an Christian Krachts dritten Roman Ich werde hier sein im Sonnenschein und im Schatten an. Nicolai Busch stellt das Buch in Zusammenhang mit einem grundlegenden Interesse an Krachts Werk innerhalb der Neuen Rechten, wie es in jüngerer Zeit vor allem von Matthias N. Lorenz und Christine Riniker untersucht worden ist. Weitere Romane folgten 2021 mit Ins Blaue und 2025 mit Herrengedeck.
Zusammen mit Philip Stein produziert er den Podcast Von rechts gelesen. Dazu treten gelegentlich Gäste auf, wie beispielsweise Benedikt Kaiser.

## Veröffentlichungen (Auswahl)
- Enklave. Jungeuropa-Verlag, Dresden 2020. ISBN 978-3-948145-07-1.
- Nachwort zu Viljo Saraja: Waffenbrüder. Jungeuropa-Verlag, Dresden 2021, ISBN 978-3-948145-11-8.
- Ins Blaue. Jungeuropa-Verlag, Dresden 2021. ISBN 978-3-948145-14-9.
- Nachwort zu Christian de la Mazière: Traum aus Blut und Dreck. Jungeuropa-Verlag, Dresden 2022, ISBN 978-3-948145-21-7.
- Herrengedeck. Jungeuropa-Verlag, Dresden 2025, ISBN 978-3-948145-38-5.